# Tessenderlo
Tessenderlo är en kommun i Belgien.   Den ligger i provinsen Limburg och regionen Flandern, i den centrala delen av landet, 60 km öster om huvudstaden Bryssel. Antalet invånare är 17 851.
Omgivningarna runt Tessenderlo är en mosaik av jordbruksmark och naturlig växtlighet. Runt Tessenderlo är det tätbefolkat, med 383 invånare per kvadratkilometer.